# Rhipidocladum parviflorum
Rhipidocladum parviflorum là một loài thực vật có hoa trong họ Hòa thảo. Loài này được (Trin.) McClure miêu tả khoa học đầu tiên năm 1973.